# Pica-pau-de-barriga-preta
Pica-pau-de-dorso-creme ou pica-pau-de-barriga-preta (nome científico: Campephilus leucopogon) é uma espécie de ave pertencente à família dos picídeos. Pode ser encontrada na Argentina, Bolívia, Brasil, Paraguai e no noroeste do Uruguai.